# Mahala (gmina Bijelo Polje)
Mahala (cyr. Махала) – wieś w Czarnogórze, w gminie Bijelo Polje. W 2011 roku liczyła 58 mieszkańców.